# Санаторная аллея (Санкт-Петербург)
Санато́рная аллея — аллея на Каменном острове в Петроградском районе Санкт-Петербурга. Проходит от Западной аллеи до 1-й Берёзовой аллеи.

## История
Первоначальное название Петровская улица известно с 1914 года.
26 декабря 1940 года присвоено название Санаторная улица, связано с тем, что на каменном острове находятся санатории и дома отдыха. С 1960-х годов в современной форме Санаторная аллея, по аналогии с другими проездами Каменного острова.

## Достопримечательности
- Парк «Тихий отдых»

 Объект культурного наследия народов РФ регионального значения. Рег. № 781720972150005 (ЕГРОКН). Объект № 7801077001 (БД Викигида)
- Дом Мертенса (дом 2/1)

 Объект культурного наследия народов РФ регионального значения. Рег. № 781720971870005 (ЕГРОКН). Объект № 7802221000 (БД Викигида)